# 白斑长纺蛛
白斑长纺蛛（学名：Hersilia albomaculata）为长纺蛛科长纺蛛属的动物。其种加词“albomaculata”意为“白斑的”。在中国大陆，分布于安徽、浙江等地，常见于岩石和房屋、墙外的石壁上。该物种的模式产地在安徽。